# Vlag van Zaamslag

Vlag van Zaamslag

De vlag van Zaamslag is de vlag die de voormalige gemeente Zaamslag tussen 1962 en 1970 als gemeentevlag gebruikte. De vlag werd ingesteld bij het raadsbesluit van 24 mei 1962.
De beschrijving luidt: 
"Een wit doek,met drie smalle zware banen over het midden, boven en onder respectievelijk een rode en een blauwe baan."
De zwarte banen symboliseerden de drie weversspoelen op het zilveren gemeentewapen met toevoeging van de Nederlandse kleuren.
Met de gemeentelijke herindeling van 1970 ging de gemeente deel uitmaken van de gemeente Terneuzen waarvoor een nieuwe vlag werd ontworpen.

## Verwante afbeelding

Het wapen van Zaamslag

Aardenburg 
· Arnemuiden 
· Axel 
· Baarland 
· Biervliet 
· Biggekerke 
· Borssele 
· Breskens 
· Brouwershaven 
· Bruinisse 
· Burgh 
· Domburg 
· Dreischor 
· Driewegen 
· Duiveland 
· Ellewoutsdijk 
· 's-Gravenpolder 
· Groede 
· Haamstede 
· 's-Heer Abtskerke 
· 's-Heer Arendskerke 
· Hoedekenskerke 
· Hontenisse 
· IJzendijke 
· Kloetinge 
· Kortgene 
· Koudekerke 
· Krabbendijke 
· Kruiningen 
· Mariekerke 
· Meliskerke 
· Middenschouwen 
· Nieuw- en Sint Joosland 
· Nisse 
· Noordgouwe 
· Oostburg 
· Oostkapelle 
· Oud-Vossemeer 
· Oudelande 
· Ovezande 
· Poortvliet 
· Retranchement 
· Rilland-Bath 
· Ritthem 
· Sas van Gent 
· Scherpenisse 
· Schoondijke 
· Sint-Annaland 
· Sint Jansteen 
· Sint-Maartensdijk 
· Sint Philipsland 
· Sluis 
· Sluis-Aardenburg 
· Stavenisse 
· Valkenisse 
· Vogelwaarde 
· Waarde 
· Waterlandkerkje 
· Wemeldinge 
· Westdorpe 
· Westerschouwen 
· Westkapelle 
· Wissenkerke 
· Wolphaartsdijk 
· Zaamslag 
· Zierikzee 
· Zuiddorpe 
· Zuidzande